# Городище (Брагінський район)
Городище — (біл. вёска Гарадзішча), село (веска) в складі Брагінського району розташоване в Гомельській області Білорусі. Село підпорядковане Малейківській сільській раді і в ньому мешкає 85 осіб (станом на 2004 рік).
Село Городище розташоване на південному сході Білорусі, у південній частині Гомельської області, неподалік від районного центру Брагіна (за 7 кілометрів східніше).